# Шьолокша
Шьолокша (рос. Шелокша) — село в Кстовському районі Нижньогородської області Російської Федерації.
Населення становить 2254 особи. Входить до складу муніципального утворення Чернухинська сільрада.

## Історія
Від 2009 року входить до складу муніципального утворення Чернухинська сільрада.

## Населення
1. Н/Д[2]